# 天野こうゆう
天野 こうゆう（あまの こうゆう（高雄）、1968年-）は、岡山県倉敷市の日本の高野山真言宗の僧。高蔵寺住職、本山布教師、画家、造形作家、ラジオパーソナリティ。

## 来歴・人物
岡山県倉敷市に写真家（現：雑貨屋業）の天野正雄の長男に生まれる。油絵と書道を習い、トランペットとソフトボールにも親しむ。お笑い芸人を目指して上京するも、弟子入りを断られる。
消沈した孫を見かねた祖父で同寺15代住職の天野宥圓の勧めで高野山高校に進学、高野山大学に進み、密教学科を卒業。直後に亡くなった祖父の跡を継いで、同寺16代住職となる。
得意の絵を活かした布教のほか、地元FM局のエフエムくらしきでもレギュラー番組「拝、ボーズ!!」を持つなど、さまざまな布教を行っている。

## 家族
弟に日本物怪観光主宰の天野行雄。

## 主な著作

### 単著
- 『ほほえみほとけ』（御法インターナショナル、2002年）
- 『ほほえみ文庫』（御法インターナショナル、2004年〜）
- 『土ほとけ』（御法インターナショナル、2012年）

### 共著
- 『六大の響き〜お大師さまのことば』福田亮成著（御法インターナショナル、2012年）挿し絵を担当
- 『小さな心から抜け出す お坊さんの1日1分説法』彼岸寺著（永岡書店、2013年）